# Crapivnicia donabilis
Crapivnicia donabilis là một loài ruồi trong họ Tachinidae.